# Palito Ortega (álbum)
Palito Ortega también llamado Cronología es el álbum debut de estudio del cantautor argentino Palito Ortega. Fue publicado en Argentina en el año 1963 por la discográfica Vik. El LP está integrado por 12 canciones de su autoría o en colaboración con otros autores como Dino Ramos y Henry Becerra. De este disco se destacaron exitosamente las canciones Bienvenido amor, Camelia y Media novia.
Para esta producción grabó con Oscar Toscano Y Su Orquesta en todas las canciones salvo en los tracks A5 y B6 que grabó con Víctor Buchino Y Su Conjunto.

## Lista de canciones
| Lado A |                   |                           |          |  |
| N.º    | Título            | Escritor(es)              | Duración |  |
| 1.     | «Bienvenido Amor» | Palito Ortega, Dino Ramos | 2:14     |  |
| 2.     | «No es nada»      | Palito Ortega, Dino Ramos | 2:35     |  |
| 3.     | «Camelia»         | Palito Ortega, Dino Ramos | 1:56     |  |
| 4.     | «Burlado»         | Palito Ortega, Dino Ramos | 2:39     |  |
| 5.     | «María»           | Palito Ortega             | 1:52     |  |
| 6.     | «Dejala, dejala»  | Palito Ortega, Dino Ramos | 2:10     |  |

| Lado B |                        |                                                    |          |  |
| N.º    | Título                 | Escritor(es)                                       | Duración |  |
| 1.     | «Media novia»          | Henry Becerra, Palito Ortega                       | 2:09     |  |
| 2.     | «Sola solita»          | Oscar Toscano, Palito Ortega                       | 2:19     |  |
| 3.     | «Ya no estamos juntos» | Giuseppe Faiella, Luigi Mazzocchi, Piero Vivarelli | 2:28     |  |
| 4.     | «Te hicieron la pera»  | Jimmy, Palito Ortega                               | 1:55     |  |
| 5.     | «Gracias señor tiempo» | Palito Ortega, Dino Ramos                          | 1:55     |  |
| 6.     | «Escalofrío»           | Palito Ortega, Dino Ramos                          | 1:20     |  |

## Créditos
- Palito Ortega - Voz, composición.
- Dino Ramos - composición.
- Oscar Toscano Y Su Orquesta - Arreglos y Dirección orquestal excepto en los tracks A5 y B6.
- Victor Buchino Y Su Orquesta - Arreglos y Dirección orquestal  en los tracks A5 y B6.
- Leo Vanés - Presentación contratapa.

## Sencillos
El disco tuvo previamente la publicación de los siguientes sencillos:
- Ya No Estamos Juntos / Media novia - 1962[4]
- María / Escalofrío - 1962[5]
- Bienvenido Amor / Gracias señor tiempo - 1962[6]
- No Es Nada / Te Hicieron La Pera - 1962[7]
- Camelia - 1963[8]